# 南富永村
南富永村（みなみとみながむら）は、滋賀県伊香郡にあった村。現在の長浜市の北東部、高月地区の中心部、北陸本線・高月駅の周辺にあたる。

## 地理
- 河川：高時川

## 歴史
- 1889年（明治22年）4月1日 - 町村制の施行により、柏原村・渡岸寺村・森本村・落川村・高月村・宇根村・東阿閉村の区域をもって発足。
- 1940年（昭和15年）9月1日 - 北富永村の一部（大字馬上）を編入。
- 1954年（昭和29年）12月1日 - 北富永村・古保利村と合併し、改めて高月町が発足。同日南富永村廃止。

## 交通

### 鉄道路線
- 日本国有鉄道
  - 北陸本線
    - 高月駅

### 道路
- 国道8号